# يوهان فريدريش وولف
يوهان فريدريش وولف (بالألمانية: Johann Friedrich Wolff)‏ (و. 1778 – 1806 م) هو عالم نبات، وعالم حشرات من ألمانيا . ولد في شفاينفورت .
تنسب له نظرية التكوين التراكمي تفترض هذه النظرية ان الجنين يتكون من ماده حبيبية داخل البيضة تعاني تغيرات متحولة تدريجياً الى الجنين
توفي في شفاينفورت ، عن عمر يناهز 28 عاماً.